# Захарово (Киржачский район)
Захарово — деревня в Киржачском районе Владимирской области России, входит в состав Филипповского сельского поселения. 

## География
Деревня расположена на берегу реки Мележа в 4 км на запад от центра поселения села Филипповское и в 23 км на запад от Киржача.

## История
В 1812 году в деревню Захарово привозили раненых[где?] солдат русской армии. Умершие от ран воины были захоронены под большим вязом справа при въезде в деревню.
В конце XIX — начале XX века деревня входила в состав Филипповской волости Покровского уезда, с 1926 года в составе Александровского уезда. В 1859 году в деревне числилось 30 дворов, в 1905 году — 50 дворов, в 1926 году — 57 дворов.
С 1830 года близ деревни располагался Захаровский медно-латунный завод потомственного почётного гражданина Александра Григорьевича Кольчугина. На нём в 1900 году работало 285 рабочих. За 1897 год завод произвёл: тазов — 6037, ступок — 1266, крышек самоваров — 10117, корпусов самоваров — 3255, кастрюль — 1482, чайников — 1000 и прочих изделий на 3031 пудов.
С 1878 года в деревне располагалась шёлково-ткацкая фабрика крестьянина Василия Прокофьевича Углова. На фабрике в 1900 году работало 15 рабочих. С 1888 года шёлково-ткацкая фабрика крестьянина Филиппа Григорьевича Пискарева (в 1900 году — 11 рабочих).
С 1929 года деревня являлась центром Захаровского сельсовета Киржачского района, с 1940 года — в составе Филипповского сельсовета, с 2005 года — в составе Филипповского сельского поселения.

## Население
| 1859 | 1905 | 1926 | 2002 | 2010 | 2021 |
| ---- | ---- | ---- | ---- | ---- | ---- |
| 202  | ↗365 | ↘276 | ↘33  | ↘10  | ↗36  |